# Alenn
Alenn ist ein weiblicher Vorname.

## Herkunft und Bedeutung
Alenn ist die normannische Form des weiblichen Vornamens Alena. Er geht wie dieser auf eine Kürzung des ursprünglich hebräischen Namens Maria Magdalena (altgriechisch: „die aus Magdala stammende Maria“) zurück.